# Александар Радулов
Александар Радулов (рус. Александр Валерьевич Радулов; Нижњи Тагил, СССР, 5. јул 1986) је руски хокејаш који тренутно игра у ЦСКА из Москве. Игра на позицији десног крила. Са репрезентацијом Русије освојио је на светском првенству 2008. и 2009. злато, а 2007. бронзану медаљу. У сезони 2010/11. са екипом Салават Јулаев освојио је Гагаринов куп. У сезони 2024/25. поновио је тај успех, освојивши Гагаринов куп са екипом Локомотивa из Јарославља. Том приликом проглашен је и за најкориснијег играча плеј-офа.
Млађи је брат Игора Радулова.

## Каријера

### Јуниорска каријера
Александар Радулов рођен је у Нижњи Тагил где је и провео детињство. Као дечака родитељи су га уписали у хокејашку секцију. Велики утицај на Александра имао је његов старији брат Игор Радулов, који је такође професионални хокејаш.
Са непуних 16 година Радулов је прешао у московски Динамо. Две године наступао је у другој екипи. у ВХЛ лиги је дебитовао у сезони 2003/04 где је наступао за Твер. На крају исте сезоне Александар је дебитовао у Супер лиги Русије одигравши један меч за Динамо.
Године 2004. одлучио је да се пресели у Америку. Трејдован је од стране Нешвил предаторса као 15. пик. На наговор свог клуба послат је у јуниорски клуб Квебек ремпартси где је наступао две године. Две хиљаде шесте године проглашен је за најбољег играча и најбољег стрелца у Канадској јуниорској хокејашкој лиги.

### Професионална каријера
Професионалну каријеру је почео 2006. године наступајући за Милвоки адмиралсе у АХЛ лиги. После 11 мечева исте сезоне преселио се у Нешвил предаторсе у НХЛ лигу. За предаторсе је играо наредне две године и одиграо је 145 утакмица.
Две хиљаде осме се вратио у Русију, у Салават Јулаев. Са овим клубом је у сезони 2010/11. освојио Гагаринов куп. Године 2012. прешао је у ЦСКА из Москве.

### Репрезентација
Са репрезентацијом Русије освојио је на светском првенству 2008. и 2009. злато, а 2007. бронзану медаљу. Као јуниор освојио је две сребрне медаље.

## Клупска статистика
| 2003/04.   | Динамо Москва     | СЛР        | 1   | 0  | 0   | 0   | 2   | —  | —  | —  | —  | —  |
| 2004/05.   | Квебек ремпартси  | КМЈХЛ      | 65  | 32 | 43  | 75  | 64  | 13 | 6  | 5  | 11 | 15 |
| 2005/06.   | Квебек ремпартси  | КМЈХЛ      | 62  | 61 | 91  | 152 | 101 | 23 | 21 | 34 | 55 | 30 |
| 2006/07.   | Милвоки адмиралси | АХЛ        | 11  | 6  | 12  | 18  | 26  | —  | —  | —  | —  | —  |
| 2006/07.   | Нешвил предаторси | НХЛ        | 64  | 18 | 19  | 37  | 26  | 4  | 3  | 1  | 4  | 19 |
| 2007/08.   | Нешвил предаторси | НХЛ        | 81  | 26 | 32  | 58  | 44  | 6  | 2  | 2  | 4  | 6  |
| 2008/09.   | ХК Салават Јулаев | КХЛ        | 52  | 22 | 26  | 48  | 92  | 4  | 0  | 2  | 2  | 4  |
| 2009/10.   | ХК Салават Јулаев | КХЛ        | 54  | 24 | 39  | 63  | 62  | 16 | 8  | 11 | 19 | 10 |
| 2010/11.   | ХК Салават Јулаев | КХЛ        | 54  | 20 | 60  | 80  | 83  | 21 | 3  | 15 | 18 | 42 |
| НХЛ укупно | НХЛ укупно        | НХЛ укупно | 145 | 44 | 51  | 95  | 70  | 10 | 5  | 3  | 8  | 25 |
| КХЛ укупно | КХЛ укупно        | КХЛ укупно | 160 | 66 | 125 | 191 | 237 | 41 | 11 | 26 | 37 | 56 |

ОУ = одигране утакмице, Г = голови, А = асистенције, П = поени КМ = казнени минути

## Статистика у репрезентацији
| Сезона            | Екипа             | Такмичење                          |                   | ОУ | Г | A  | П  | КМ |
| ----------------- | ----------------- | ---------------------------------- | ----------------- | -- | - | -- | -- | -- |
| 2004.             | Русија (јуниори)  | Светско јуниорско првенство        | 1. место          | 6  | 2 | 5  | 7  | 2  |
| 2005.             | Русија (јуниори)  | Светско јуниорско првенство        | 2. место          | 6  | 2 | 1  | 3  | 4  |
| 2004.             | Русија (јуниори)  | Светско јуниорско првенство        | 2. место          | 6  | 1 | 3  | 4  | 4  |
| Укупно као јуниор | Укупно као јуниор | Укупно као јуниор                  | Укупно као јуниор | 18 | 5 | 9  | 14 | 10 |
| 2007.             | Русија            | Светско првенство у хокеју на леду | 3. место          | 9  | 2 | 0  | 2  | 6  |
| 2008.             | Русија            | Светско првенство у хокеју на леду | 1. место          | 6  | 0 | 3  | 3  | 2  |
| 2009.             | Русија            | Светско првенство у хокеју на леду | 1. место          | 9  | 4 | 6  | 10 | 10 |
| 2010.             | Русија            | Олимпијске игре                    | 6. место          | 4  | 1 | 1  | 2  | 4  |
| 2011.             | Русија            | Светско првенство у хокеју на леду | 4. место          | 9  | 2 | 5  | 7  | 6  |
| Укупно као сениор | Укупно као сениор | Укупно као сениор                  | Укупно као сениор | 37 | 9 | 15 | 24 | 28 |